# Skeleton-Juniorenweltmeisterschaft 2011
Die Skeleton-Juniorenweltmeisterschaft 2011 war die neunte Austragung der Skeleton-Juniorenweltmeisterschaft und fand zwischen dem 31. Januar und dem 6. Februar 2011 in Park City statt. Erstmals in der Geschichte der Skeleton-Juniorenweltmeisterschaften wurden die Juniorenweltmeistertitel in nicht in Europa, sondern auf einer Bahn in Nordamerika vergeben. Bei den Frauen sicherte sich Robynne Thompson als zweite Kanadierin nach Sarah Reid (2008) und erst als dritte nicht für Deutschland startende Fahrerin nach Sarah Reid und Melissa Hoar (2006) den Juniorenweltmeistertitel. Bei den Männern konnte der Deutsche Alexander Kröckel das Rennen um die Juniorenweltmeisterschaft gewinnen.

## Teilnehmende Nationen
| Europa (5 Nationen)                                                    |
| ---------------------------------------------------------------------- |
| - Deutschland - Rumänien - Russland - Schweiz - Vereinigtes Königreich |
| Amerika (2 Nationen)                                                   |
| - Kanada - Vereinigte Staaten                                          |
| Asien (2 Nation)                                                       |
| - Japan - Südkorea                                                     |

## Medaillenspiegel
| Platz | Land                   |   |   |   |   |
| ----- | ---------------------- | - | - | - | - |
| 1     | Deutschland            | 1 | 0 | 1 | 2 |
| 2     | Kanada                 | 1 | – | – | 1 |
| 3     | Russland               | – | 1 | 1 | 2 |
| 4     | Vereinigtes Königreich | – | 1 | – | 1 |
| Total | Total                  | 2 | 2 | 2 | 6 |

## Medaillengewinner
| Wettbewerb | Gold              | Gold        | Silber            | Silber      | Bronze            | Bronze      |
| Wettbewerb | Sportler          | Leistung    | Sportler          | Leistung    | Sportler          | Leistung    |
| ---------- | ----------------- | ----------- | ----------------- | ----------- | ----------------- | ----------- |
| Frauen     | Robynne Thompson  | 1:42,38 min | Elizabeth Yarnold | 1:42,39 min | Jelena Judina     | 1:42,71 min |
| Männer     | Alexander Kröckel | 1:39,72 min | Jewgeni Perle     | 1:39,93 min | Alexander Gassner | 1:40,32 min |